# Корфу (аеропорт)
Міжнародний аеропорт Керкіра, Міжнародний аеропорт Іоанн Каподістрія, Міжнародний аеропорт Корфу (грец. Κρατικός Αερολιμένας Κέρκυρας, "Ιωάννης Καποδίστριας")(IATA: CFU, ICAO: LGKR) — аеропорт на грецькому острові Керкіра обслуговує місто Керкіра.
Аеропорт є хабом для:
- Aegean Airlines
- Ellinair
- Ryanair

## Авіакомпанії та напрямки, березень 2021
| Авіакомпанія                  | Пункт призначення |
| ----------------------------- | --- |
| Aegean Airlines               | Афіни Сезонний: Лондон–Гатвік (з 28 травня 2021), Мілан–Мальпенса (з 4 червня 2021), Москва–Домодєдово (з 27 травня 2021), Париж–Шарль де Голль (з 2 травня 2021), Сезонний чартер: Любляна                                                                  |
| Aer Lingus                    | Сезонний: Дублін |
| Alitalia                      | Сезонний: Мілан-Лінате, Рим–Ф'юмічіно |
| Animawings                    | Сезонний: Бухарест, Клуж |
| Austrian Airlines             | Сезонний: Відень |
| Blue Panorama Airlines        | Сезонний: Болонья |
| British Airways               | Сезонний: Лондон-Гатвік, Лондон–Хітроу |
| Brussels Airlines             | Сезонний: Брюссель |
| Bulgaria Air                  | Сезонний чартер: Софія (з 11 червня 2021) |
| Chair Airlines                | Сезонний: Цюрих (з 13 травня 2021) |
| Condor                        | Дюссельдорф, Франкфурт, Гамбург, Лейпциг/Галле, Мюнхен, Штутгарт |
| Corendon Airlines             | Сезонний: Базель (з 2 травня 2021), Дюссельдорф (з 2 травня 2021), |
| Corendon Dutch Airlines       | Сезонний: Амстердам, Маастрихт/Аахен |
| DAT                           | Сезонний чартер: Біллунн, Копенгаген |
| easyJet                       | Сезонний: Амстердам, Белфаст (з 30 травня 2021),, Берлін, Бристоль, Лондон-Гатвік, Лондон–Лутон, Ліон, Манчестер, Мілан-Мальпенса, Неаполь, Париж-Шарль де Голль                                                                                             |
| Edelweiss Air                 | Сезонний: Цюрих |
| Ellinair                      | Сезонний: Київ-Бориспіль, Москва-Внуково |
| Enter Air                     | Сезонний чартер: Катовиці |
| Eurowings                     | Сезонний: Кельн/Бонн, Дюссельдорф, Гамбург, Ганновер, Лінц, Штутгарт |
| Finnair                       | Сезонний: Гельсінкі |
| Freebird Airlines             | Сезонний чартер: Лейпциг/Галле |
| Iberia                        | Сезонний: Мадрид |
| Iberia Express                | Сезонний: Мадрид |
| Israir                        | Сезонний: Тель-Авів |
| Jet2.com                      | Сезонний: Бірмінгем, Бристоль (з 2 травня 2021),, Східний Мідландс, Единбург, Глазго, Лідс-Брадфорд, Лондон-Станстед, Манчестер, Ньюкасл |
| LOT Polish Airlines           | Сезонний: Гданськ, Катовиці (з 29 травня 2021),, Краків, Люблін, Познань, Варшава-Шопен, Вроцлав |
| Lufthansa                     | Сезонний: Франкфурт (з 4 квітня 2021), Мюнхен |
| Lumiwings                     | Сезонний: Форлі (з 6 червня 2021) |
| Luxair                        | Сезонний: Люксембург |
| Neos                          | Сезонний: Мілан-Мальпенса |
| Norwegian Air Shuttle         | Сезонний: Копенгаген, Гельсінкі, Осло-Гардермуен, Стокгольм-Арланда |
| Olympic Air                   | Афіни |
| Ryanair                       | Сезонний: Берлін, Бірмінгем, Болонья (з 1 червня 2021),, Братислава, Будапешт, Брюссель-Шарлеруа, Кельн/Бонн, Східний Мідландс, Единбург, Франкфурт, Ліверпуль, Лондон-Станстед, Лондон-Саутенд, Манчестер, Познань, Відень, Вільнюс Варшава–Модлін, Вроцлав |
| Scandinavian Airlines         | Сезонний чартер: Гетеборг, Стокгольм–Арланда |
| Sky Express                   | Афіни, Превеза, Салоніки |
| SmartWings                    | Сезонний: Братислава, Брно, Будапешт, Дебрецен, Катовиці, Острава, Познань, Прага Сезонний чартер: Кошице, Вільнюс |
| Sundair                       | Сезонний: Дрезден |
| Swiss International Air Lines | Сезонний: Женева, Цюрих |
| Transavia                     | Сезонний: Амстердам, Париж–Орлі, Роттердам |
| TUI Airways                   | Сезонний: Абердин, Белфаст, Бірмінгем, Борнмут, Бристоль, Кардіфф, Донкастер-Шеффілд, Східний Мідландс, Единбург, Ексетер, Глазго, Лідс-Брадфорд, Лондон–Гатвік, Лондон–Лутон, Лондон–Станстед, Манчестер, Ньюкасл, Норвіч Сезонний чартер: Дублін           |
| TUI fly Belgium               | Сезонний: Брюссель, Лілль (з 4 травня 2021), Остенде-Брюгге |
| TUI fly Deutschland           | Сезонний: Дюссельдорф, Франкфурт, Ганновер, Мюнхен, Нюрнберг, Штутгарт |
| Volotea                       | Сезонний: Барі, Бордо, Генуя, Ліон (з 11 квітня 2021), Марсель, Нант, Палермо, Страсбург, Тулуза, Венеція |
| Vueling                       | Сезонний: Рим-Ф'юмічіно |
| Widerøe                       | Сезонний чартер: Тронгейм |
| Wizz Air                      | Сезонний: Бухарест (з 15 червня 2021), Будапешт, Кардіфф (з 29 травня 2021),, Катовиці (з 16 червня 2021), Лондон-Лутон, Мілан-Мальпенса, Відень, Варшава-Шопен                                                                                              |
| Yamal Airlines                | Сезонний чартер: Москва–Домодєдово, Ст Петербург |

## Статистика
Див. джерело запитів Вікіданих та джерела.